# Ford Escort
Ford Escort je vozidlo automobilky Ford. Na evropský trh byl uveden v roce 1968 a pod stejným názvem se vyráběl až do roku 2000, v Severní Americe se prodával mezi lety 1981 a 2004. Šlo o vůz nižší střední třídy, který se vyráběl s karoseriemi typu hatchback, kupé, kombi, pickup, sedan a kabriolet. Některé verze sedanu nesly na některých trzích označení Orion. Všechny generace tohoto modelu měly motor umístěn vpředu. V prvních letech výroby měl Escort poháněna kola zadní nápravy, později došlo ke změně a poháněna byla přední náprava jako u většiny konkurentů. Vyráběly se i verze s pohonem všech kol.
S celkově dvaceti miliony vyrobených vozů se Escort stal nejúspěšnějším modelem automobilky a překonal i legendární Model T.

## Historie
Během života modelu Escort se vyrábělo sedm generací v Evropě označovaných Mark I až Mark VII (někdy také Mk I, Mk VII). Toto značení není zcela jednotné a některé generace bývají v různých regionech značeny rozdílně (např. Mk Vb vs. Mk VI).
Zúčastnil se také rally závodů. Do roku 2000 byl výrobou Ford Escort, který byl nahrazen modelem Ford Focus.

## Mark I (1968–1975)

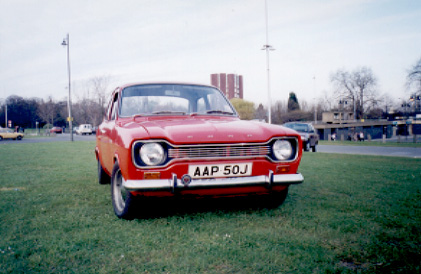
1971 Escort Mark I

Na přelomu let 1967 a 1968 nahrazuje Escort předchozí model Anglia. Vůz se zadním náhonem a motorem vpředu. Přenos výkonu přes manuální čtyřrychlostní nebo automatickou třírychlostní převodovku. Výroba probíhá v Anglii a Německu. Brzdy byly bubnové, kotoučové na přední nápravě byly za příplatek.
- Karoserie: 2, 4dveřový sedan, 3dveřové kombi.
- Motory: benzínové 940–1993 cm³.

### Závodní Verze
- Ford Escort Twin Cam (1,6) (1968–1971)
- Ford Escort RS 1600 (1970–1974)
- Ford Escort RS Mexico (1,6) (1970–1974)
- Ford Escort RS 2000 (1973–1974)

## Mark II (1975–1980)

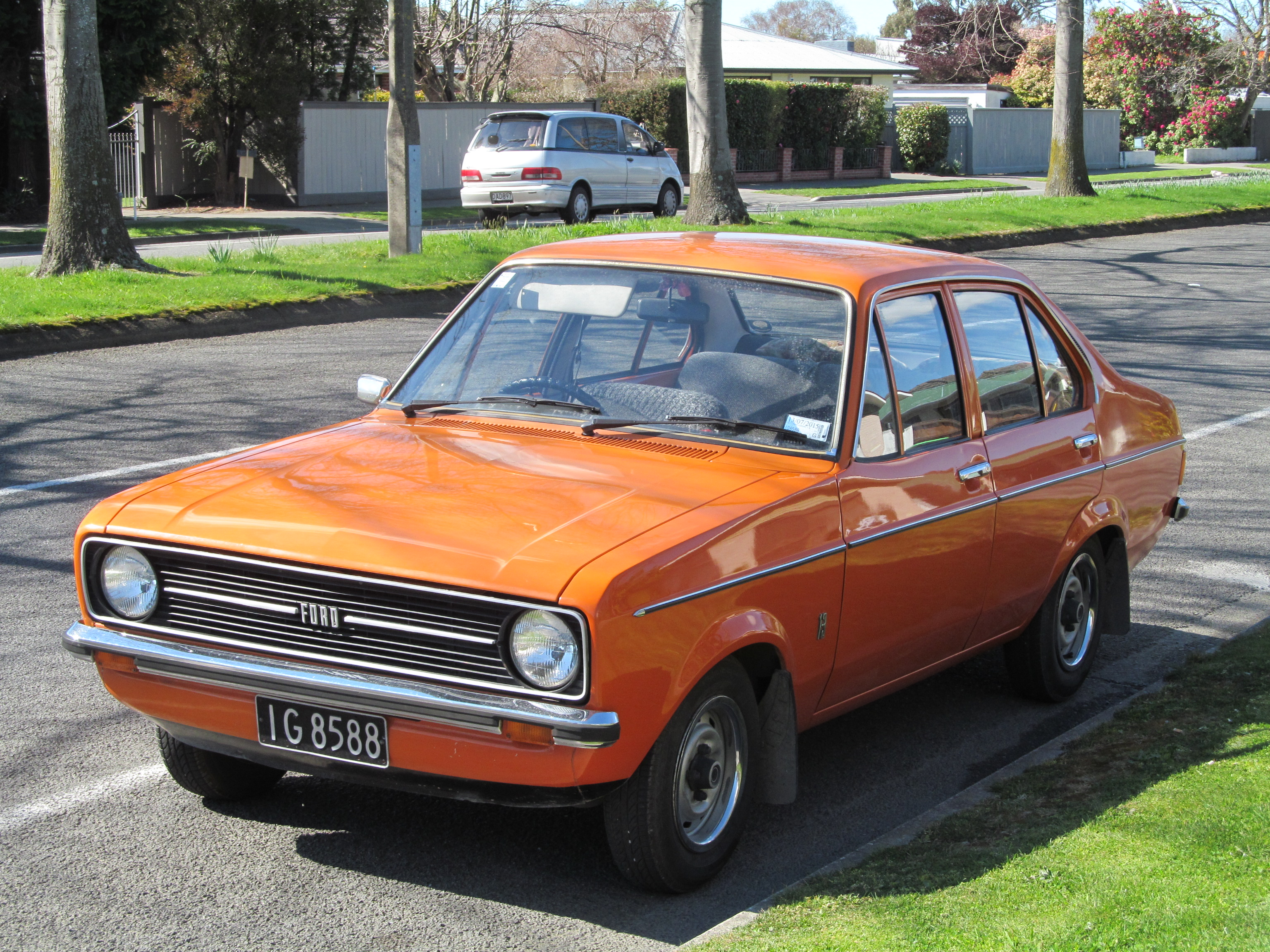
Ford Escort (1974–1977)

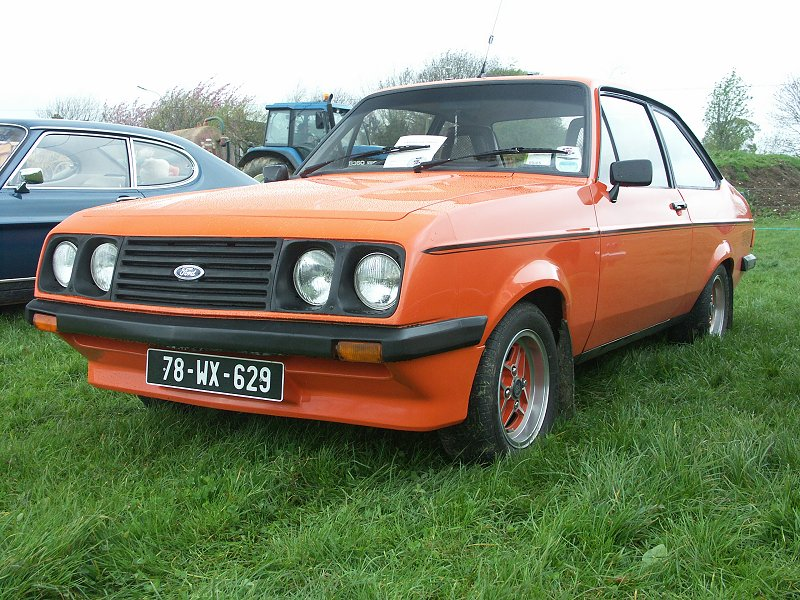
Ford Escort RS2000

Escort II byl pouze Facelift předchozího modelu vyráběl se v letech 1975–80. Ford Escort RS 2000 si zahrál v seriálu Profesionálové, kde ho řídil Doyle v letech 1978–1979.
- Karoserie: 2, 4dveřový sedan, 3dveřové kombi.
- Motory: benzínové 940–1993 cm³.

### Závodní Verze
- Ford Escort RS Mexico (1,6)(1975–1978)
- Ford Escort RS 1800 (1975–1977)
- Ford Escort RS 2000 (1976–1980)

## Mark III (1980–1986)

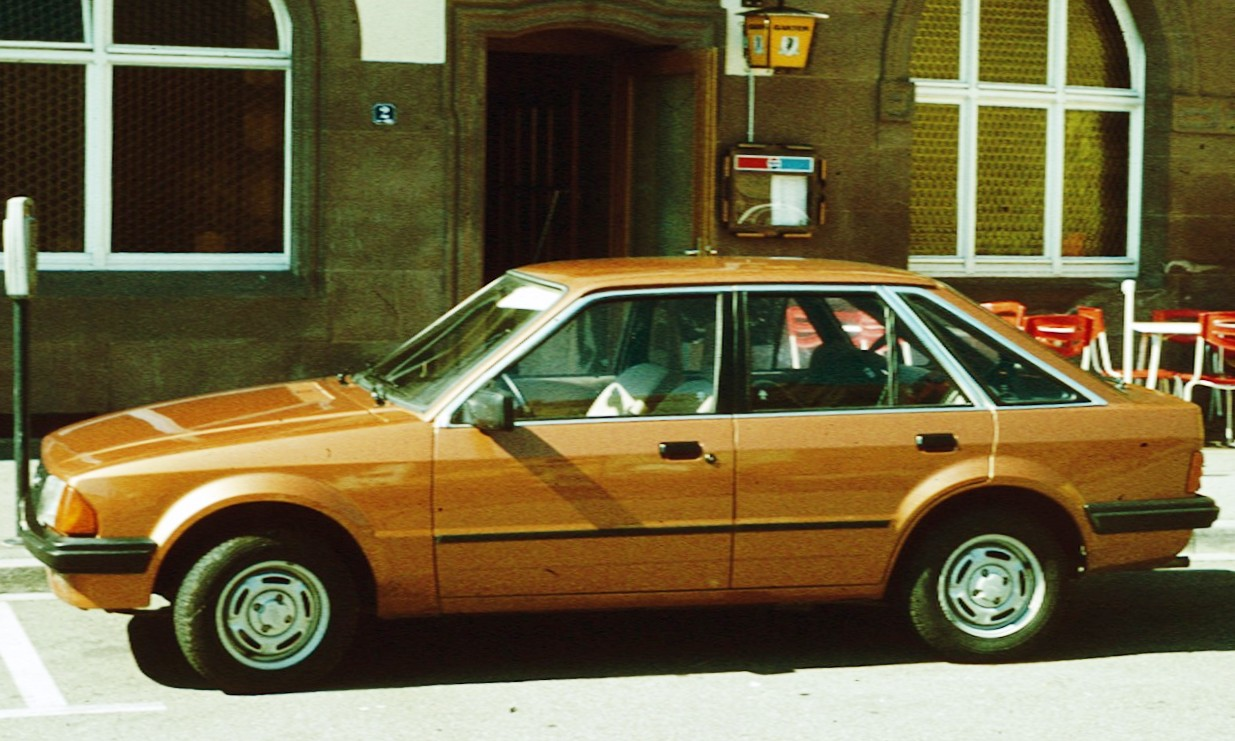
Ford Escort Mark III 1980–1986

I nastala zima roku 1979 a bylo na čase říci sbohem staré dobré Brendě v souvislosti s očekávaným jarním příchodem Eriky.
Pro ty co neví o čem mluvím, vysvětlím.V 70 letech měli Fordovi projektoví manažeři úchylku v označování nových projektů aut, na kterých pracovali, dívčími jmény. Z toho plyne, že Capri se říkalo Diana, Mk.II Escort měl označení Brenda nu a Mk.III Escort je od té doby znám coby Erika.
Mk.III se začal měnit v realitu ji v roce 1975, kdy vznikly první skici třetí generace Escorta. Pro udržení vývoje v dlouhodobé perspektivě se plány na nový vůz, s poháněnou přední nápravou objevily pár měsíců po uvedení MK.II na trh.
Zatímco Mk.II je chápán jen jako převlečená Mk.I, Mk.III nemohla být víc odlišnější, než její předchůdce, s kterým v důsledku sdílí jen obchodní název – ESCORT. Nejen styling karoserie byl nový – s verzemi 3 a 5dveřový hatch, nahrazující 2 a 4dveřové sedany, ale taky celý systém pohonu a zavěšení kol, celá nová řada motorů, vyráběná v k tomu určené nové továrně.
Byl to mamutí počin, i pro tak velký koncern, jako je Ford, se všemi jeho celosvětovými zdroji a technologiemi. Malým překvapením se stalo to, kdy byl nový vůz v září 1980 představen, že Ford informoval motoristické novináře o skutečnosti, že tento projekt zabral 5 let vývoje, 5 různých větrných tunelů, 500 inženýrů a 500 milionů liber.
V diskuzi o novém modelu vznikl koncept „světového“ vozidla. Fordova mateřská továrna v USA držela velký podíl v japonské Mazdě a spolupracovala s ní na mnoha různých projektech. Počáteční idea zahrnovala rozšíření spolupráce i na evropskou pobočku a Escort měl být vozidlem produkovaným po celém světě.
Bohužel správný čas pro tento koncept v té době ještě neuzrál a na konci této myšlenky stojí 3 různé vozidla – Americký Escort nahrazující Pinto, evropský Escort a Mazda 323, které sice vypadají podobně, ale fakticky sdílejí jen minimum součástí.
Naznavše faktu, že si půjdou všichni svou cestou, práce na Evropském modelu začaly koncem roku 1976 dostávat reálné obrysy. Na rozdíl od Fiesty, prvního modelu s pohonem předních kol (pomineme li totálně zapomenutý Taunus 12M P6), jejíž tvary se zrodily v turínském designovém středisku GHIA, byl Escort více „domácím“ úkolem, přičemž kolínská pobočka měla odpovědnost za motory, převodovku a exteriér vozidla, kolegové z Anglie se zaměřili na vývoj podvozku, brzd, řízení, finálnímu doladění motoru a celkového vyvážení vozidla spolu s návrhem interiéru.
Klíčové postavy vývoje Eriky byly Uwe Bahnsen, viceprezident designového oddělení Forda a Ron Mellor, viceprezident produkčního vývoje.
Předohrabová Fiesta, uvedená v roce 1976, poskytla klíč k rozvoji Escorta, jakmile byla uvedena na trh, stal se Escort Mk.II s jeho koncepci totálně překonaným a zastaralým.
Bylo velmi důležité, aby se jeho nástupce stal více prostorným, praktickým než jeho předchůdce, zároveň však i mnohem více aerodynamicky efektivním vozem. Pohonné ústrojí se testovalo v tuctu Fiest, jejích karoserie byly přizpůsobeny k pojmutí CVH motorů a celého podvozku Escorta, aby se docílilo výchozích hodnot pro testování ještě neexistujícího vozidla.
Ve stejný čas chlapci v Kolíně okusovali tužky v přestávkách mezi těžkou prací na designu vozidla, realizujícího se jako hatchback.
Nový Escort měl mít nejen lepší aerodynamický odpor než Mk.II s hodnotou 0,448, leč měl překonat i protivníka nalezeného v Golfu Mk.I, který oplýval hodnotou 0,43, tudíž jasným cílem pro Eriku byla hodnota 0,4 a zadupání koncernového zázraku do prachu cest. Ačkoliv vyvíjené vozy vypadaly velmi uhlazeně s jejich křehkými liniemi a rovnými hranami, ukázalo se po mnoha testech v tunelech a to nejen Fordových, ale i u Mercedes Benzu, Fiatu a Volkswagenu, e hodnota 0.4 nemůže být pokořena.
V ten moment tým Uwe Bahnsena naznal, že je třeba jemně přepracovat záď a prodloužit ji o cca 3 cm, dodat jí drobnou odtrhovou hranu vedoucí k vylepšení obtékání karoserie a na přední kapotě došlo k jejímu „přetažení“ přes světla, čím se dosáhlo menšího čelního odporu. Toto všechno převedené na suchá čísla ruku v ruce s detailním vývojem vedlo k dosažení hodnoty 0,384 pro 5dveřový hatchback, přičemž verze XR3 opatřená předním a zadním spoilerem a „deflektory“ před zadními koly dosáhla až na Cd 0,374.
V porovnání se svým předchůdcem měl nový model podobné základní rozměry, ovšem jeho přední náprava širší, střecha byla nižší a uvnitř bylo mnohem více lépe využitelného prostoru. O jeho náskoku ještě více vypovídá jeho menší váha, neušetřilo se jen zahozením kardanu a tuhé zadní nápravy, ale i promyšlenými kroky vedoucími k pevnějším a lehčím částem vozidla, kupříkladu čelní okno tímto ztratilo 1 mm tloušťky.
Finální design vozidla byl potvrzen v březnu 1978 a v průběhu roku došlo jen k několika málo korekcím interiéru, také mohla být spuštěna produkce pilotních kusů v továrně Saarlouis a Halewoodu a to počátkem ledna 1980. Červenec roku 1980 uzřel kompletní výměnu modelové řady Mk.II za MK.III a tím začaly šťastná i nešťastná léta Escorta s touto koncepci pohonu. Hned od počátku produkce byla nabízena celá škála modelů a to 3 a 5dveřový hatchback, 3dveřové kombi osazené 3 novými motory CVH 1,1, 1,3 a 1,6 (ačkoliv všechny verze 1,1 prodané v Británii se osadily prehistorickým OHV motorem Kent z Fiesty, který byl do ní taktéž implantován z jiného modelu – Cortina). Erika se dále mohla pyšnit různými variantami výbavy od základní standard verze a po luxusní verzi Ghia, ale i sportovní verzi XR3.
V roce 1981 byl Escort zvolen Evropským vozem roku.
- Karoserie: třídveřový a pětidveřový hatchback, kombi, sedan, pickup a kabriolet.
- Motory: benzínové 1100–1600 cm³, dieselové 1600 cm³.

### Závodní Verze
- Ford Escort RS 1700T (1980–1983)
- Ford Escort RS 1600i (1981–1984)
- Ford Escort RS Turbo (1984–1986)

## Mark IV (1986–1990)
Model IV. byl celkem viditelný facelift předchozího modelu, např. nové přední i zadní čelo atd.
Vyráběné verze a motorizace:

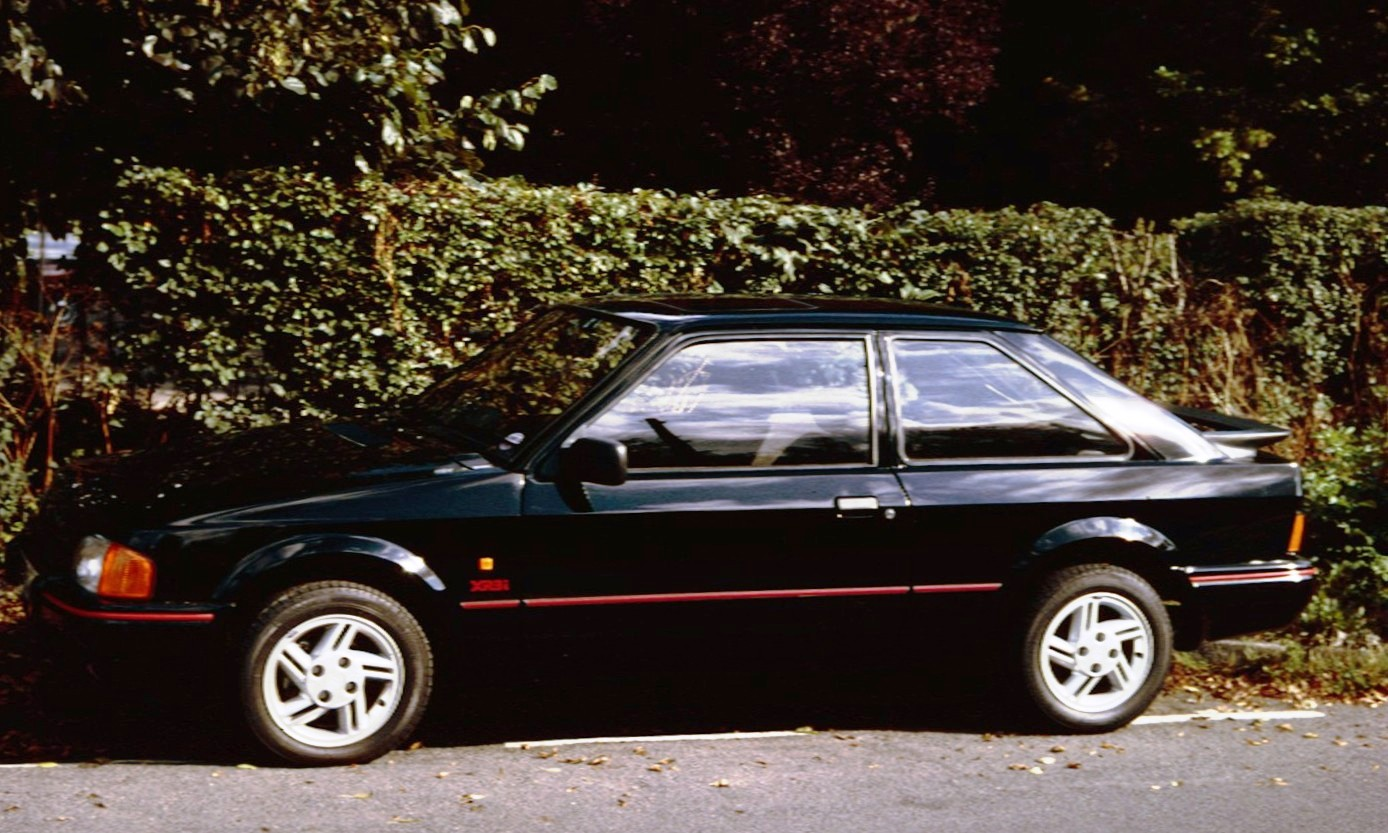
1986 Escort XR3i

- Popular: 1,1, 1,3 benzín, 1,6 diesel
- Bonus: 1,1, 1,3 benzín
- L: 1,3, 1,4, 1,6 benzín, 1,6 a 1,8 diesel
- LX: 1,4, 1,6 benzín
- GL: 1,4, 1,6 benzín, 1,6 diesel
- Ghia: 1,3, 1,4, 1,6 benzín
- Cabriolet: 1,4 CVH (73–75 HP), 1,6 CVH (90–105 HP), 1,8 D (60HP)
- XR3i: 1,6 CVH benzín Ke Jetronic (90HP), K Jetronic (105 HP),od roku 1990 EFi (105 HP)

Na jihoamerickém trhu se nabídka motorů lišila od uvedeného seznamu.

### Závodní Verze
- Ford Escort RS Turbo (1986–1990)
- Ford Escort XR3i (1986–1990)

## Mark V (1990–1992)

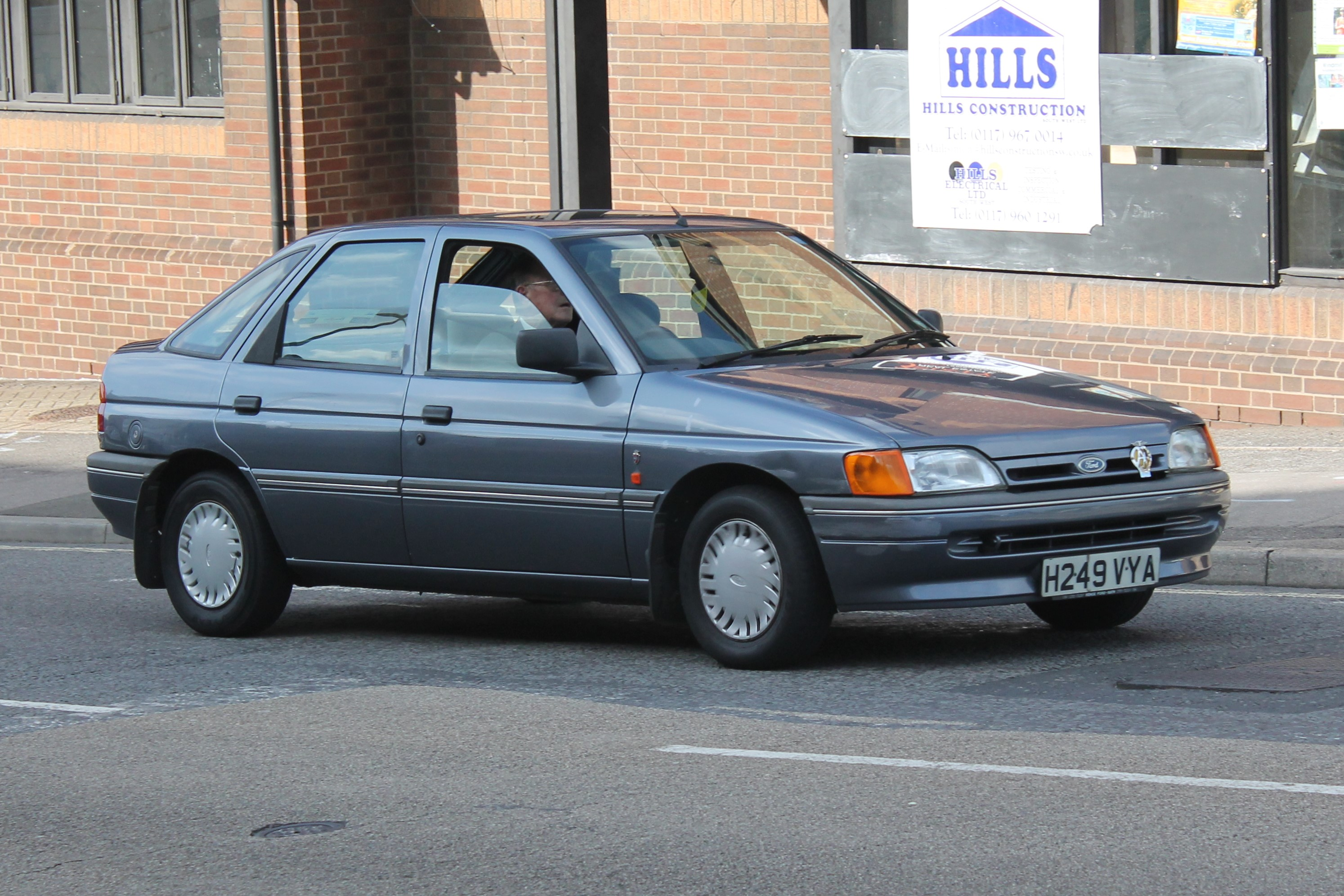
1991 Escort Mark V Ghia

- Karoserie: třídveřový a pětidveřový hatchback, sedan, kombi, kabriolet a van.

Tento model byl zcela odlišný od předchozích, poměrně moderních modelů a to tím při jeho vývoji byl kladen velký důraz na ekonomické ukazatele, tudíž konstrukce nebyla zrovna přelomová. Konfigurace podvozku byla spíš krokem zpět, což bylo po zásluze oceněno dobovým tiskem a nelze se divit, báječné jízdní vlastnosti modelu Mk.IV s nezávislým zavěšením kol byly nahrazeny zmateným chováním nového modelu, který v prvotních sériích nebyl osazen vepředu ani stabilizační tyčí a zadní náprava byla řešena „zkrutnou tyčí“. Ani sdílení motorů s předchozí generací Mk.IV, motory CVH, nevedlo k oslavným ódám, což skrz problémy s vývojem motoru Zetec (Zeta) vedlo k urychlenému vývoji motoru N7A, známého osazením ve voze se známým označením RS2000 a to od roku 1991. Pravdou je, že i tento motor byl kombinací starých věci, tzn bloku motoru I4 DOHC (sierra, Scorpio) a hlavou vyvinutou Cosworthem.
Motory:
- 1,3 (1297 cm³) OHV 37 kW
- 1,4 CFi (1392 cm³) CVH 52 kW
- 1,4 EFi (1392 cm³) CVH 55 kW
- 1,4 G (1392 cm³) CVH 54 kW
- 1,6 EFi (1597 cm³) CVH 79 kW
- 1,6 G/H (1597 cm³) CVH 66 kW
- 1,6 EFi (1598 cm³) Zetec 66 kW
- 1,8 EFi (1796 cm³) Zetec 77/85/96 kW
- 1,8 D (1753 cm³) Endura D 44 kW
- 1,8 TD (1753 cm³) Endura D 66 kW
- 2,0 EFi (1998 cm³) I4 110 kW (RS2000)
- 2,0 (1993 cm³) Cosworth YBT 167 kW

### Závodní Verze
- Ford Escort XR3i (1990–1992)
- Ford Escort RS 2000 (1990–1992)
- Ford Escort RS Cosworth (1992–1996)

## Mark VI (1992–1995)

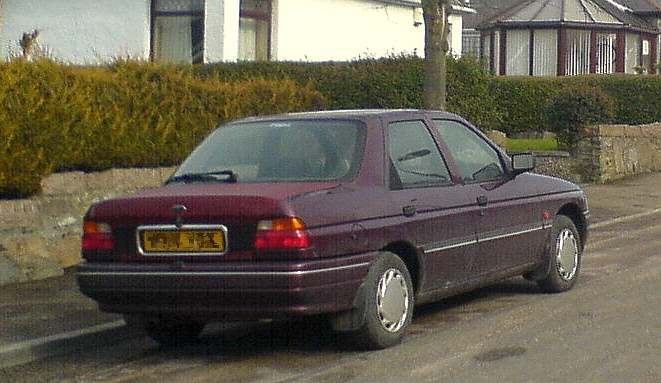
Escort Mark VI sedan do roku 1993 Ford Orion

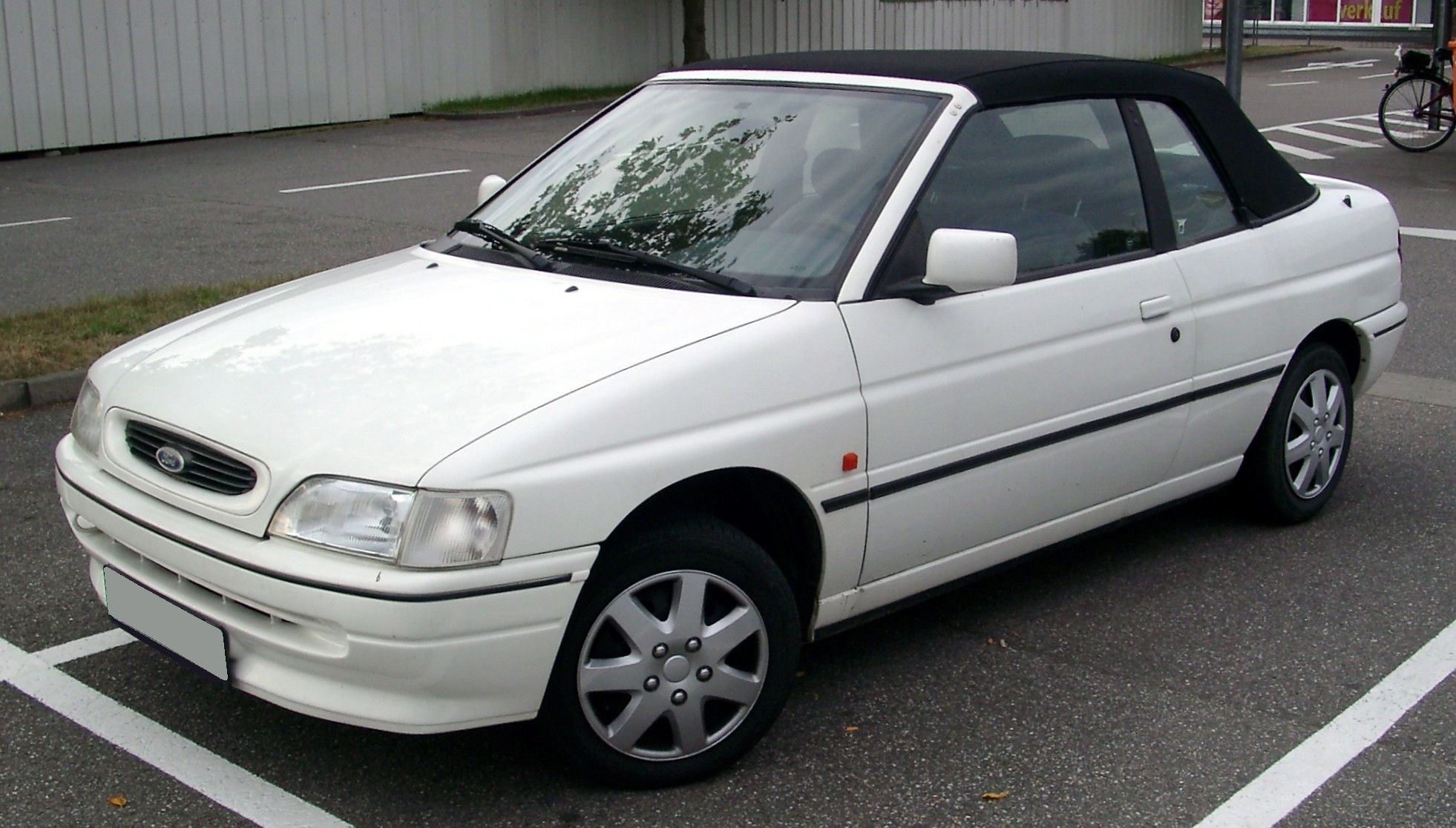
1993 Escort Mark VI Cabrio

Mark VI bývá v anglických textech často označován jako Mark Vb.
V podstatě je Escort VI pouze facelift předchozího modelu. Má jinou kapotu motorového prostoru, objevila se nová zadní světla u hatchbacků a karoserie dostala různá vyztužení, mj. trubkové vzpěry ve dveřích. V průběhu výroby došlo k drobným změnám v krytu hrdla nádrže a designu a uchycení sedaček, předznamenávajících příchod dalšího faceliftu modelu Escort.
- Karoserie: třídveřový a pětidveřový hatchback, čtyřdveřový sedan, pětidveřové kombi, dvoudveřový kabriolet a van.

Motory:
- 1,3 CFi, 8V – 44 kW
- 1,4 CFi, 8V – 52 kW
- 1,4 EFi, 8V – 55 kW
- 1,4 G, 8V – 54 kW
- 1,6 EFi, 16V – 79 kW
- 1,6 G/H, 16V – 65 kW
- 1,6 EFi, 8V – 66 kW
- 1,8 EFi, 16V – 77/85/96 kW
- 1,8 D, 8V – 44 kW – XR3i
- 1,8 TD, 8V – 66 kW
- 2,0 EFi, 16V – 110 kW – RS2000
- 2,0, 16V – 162 kW – RS Cosworth

### Závodní Verze
- Ford Escort XR3i (1992–1995)
- Ford Escort RS 2000 (1992–1995)
- Ford Escort RS Cosworth (1992–1996)

## Mark VII (1995–2000)
Poslední generace vozu. Opět jen facelift předchozího vozu. Byla ještě více zakulacena světla, oválný otvor masky se zúžil, na náraznících nejsou chromované pruhy. Následující model již nesl název Focus. Oba modely byly od roku 1998 vyráběny souběžně. V anglicky psaných textech bývá Mark VII většinou označena jako Mark VI a předchozí mezityp bez faceliftu jako Mark Vb.
K dostání byly i verze s nadstandardní výbavou Ghia. Tato výbava byla dostupná ve všech karosářských provedeních. Do této výbavy patří:
- Ozdobná chromovaná maska
- Dřevěný obklad palubní desky
- Vyhřívané přední okno a zpětná zrcátka
- Ozdobný znak Ghia na sloupcích
- Bílý podklad hodin se znakem
- Lakovaná zrcátka a kliky dveří
- Zpožděné zhasínání a osvětlení nožního prostoru
- Elektronicky nastavitelné sedadlo řidiče
- Loketní opěrka pro spolujezdce na zadních sedadel
- Polohovatelný volant

Volitelná výbava v rámci Ghia packetu:
- Chromované kliky otevírání dveří
- Elektronické stahování bočních oken
- Manuální klimatizace nebo střešní okno
- Dvoubarevný potah sedadel kožená sedadla
- Mlhovky předního nárazníku

### Karoserie

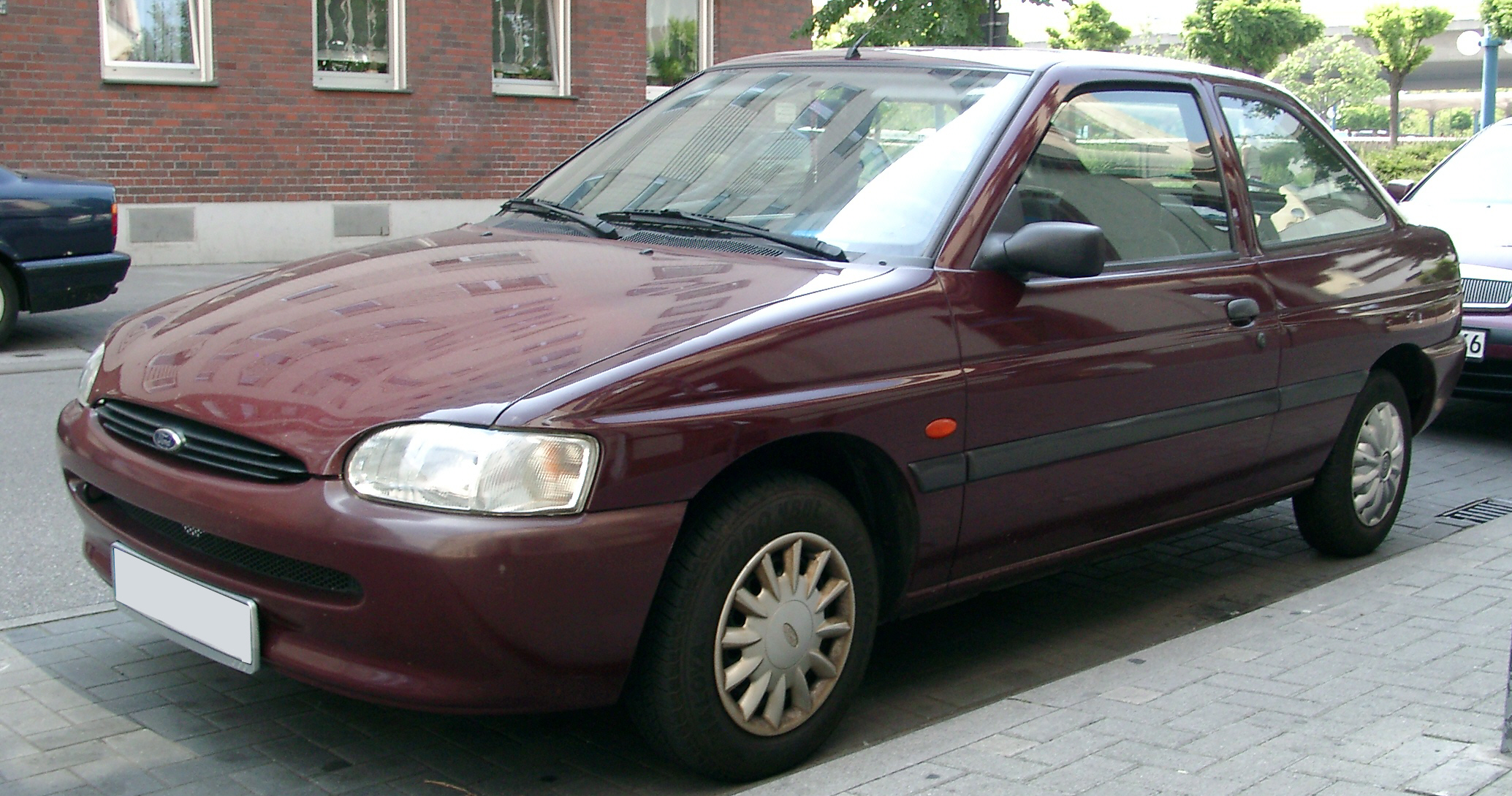
Třídveřový hatchback
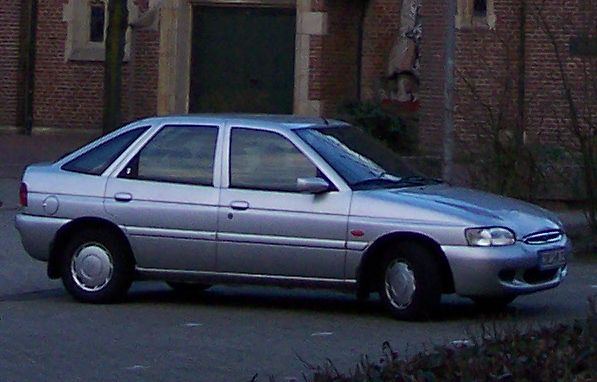
Pětidveřový hatchback
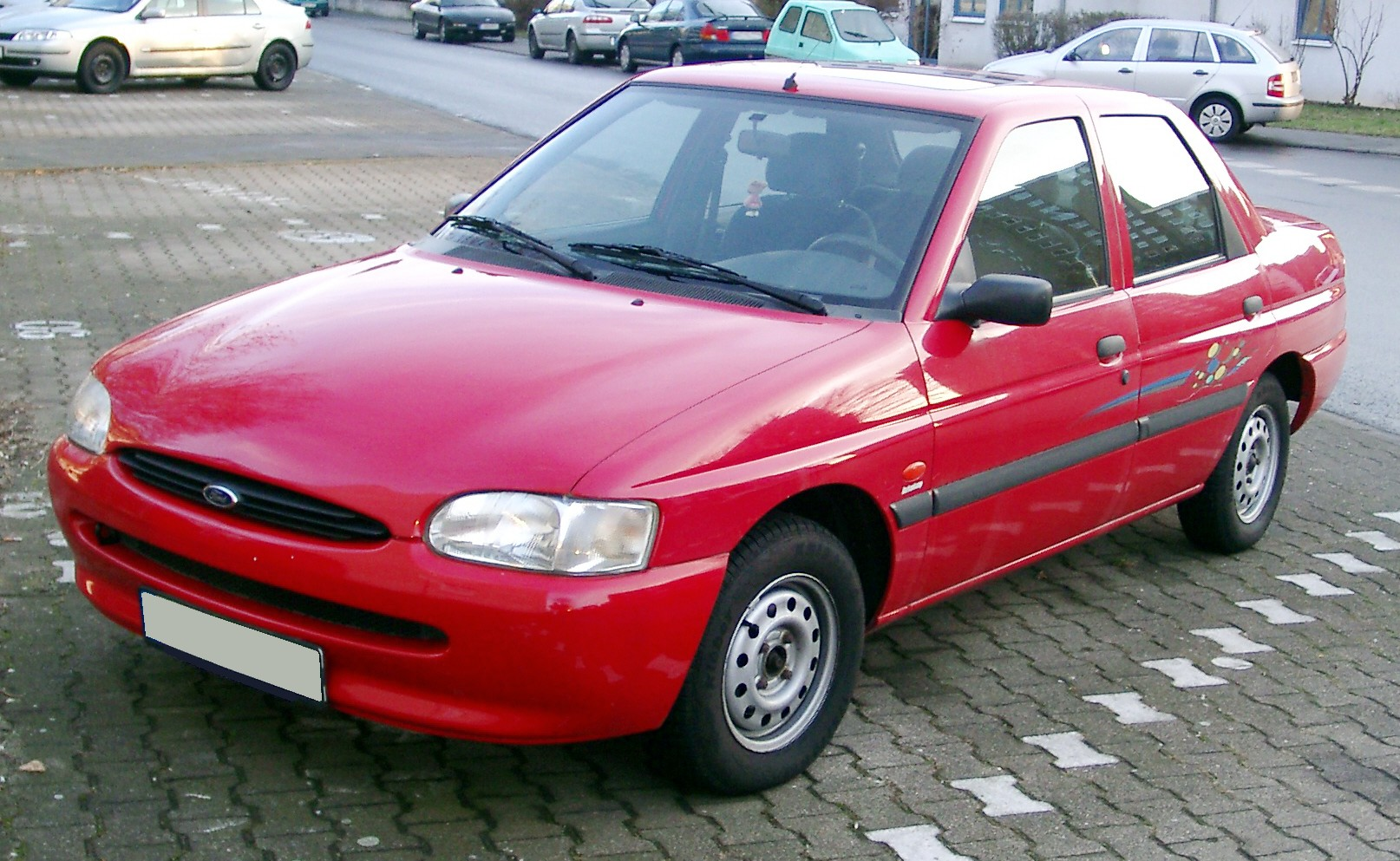
Sedan
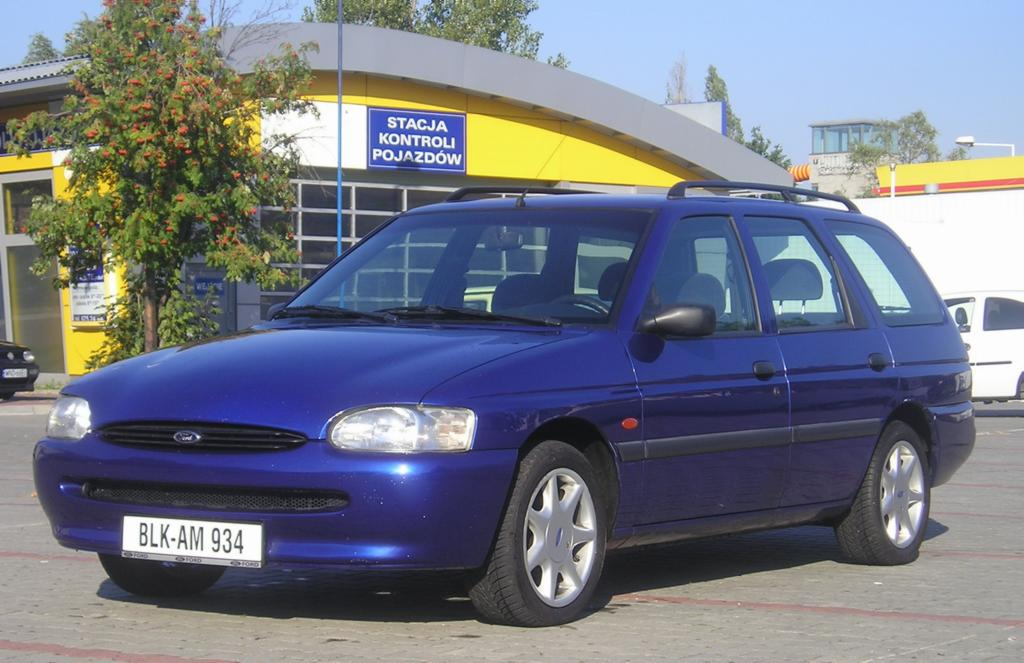
Kombi
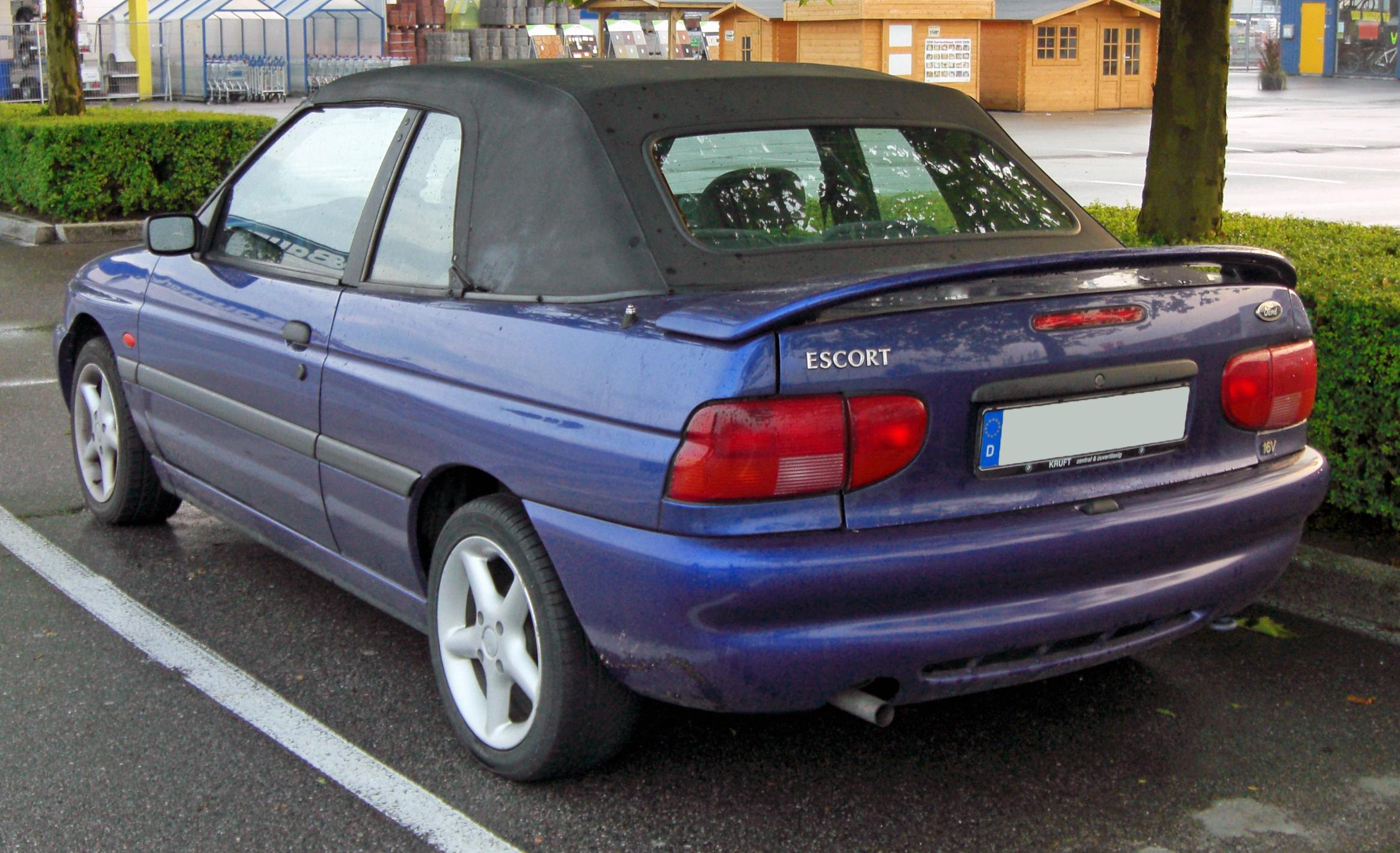
Kabriolet
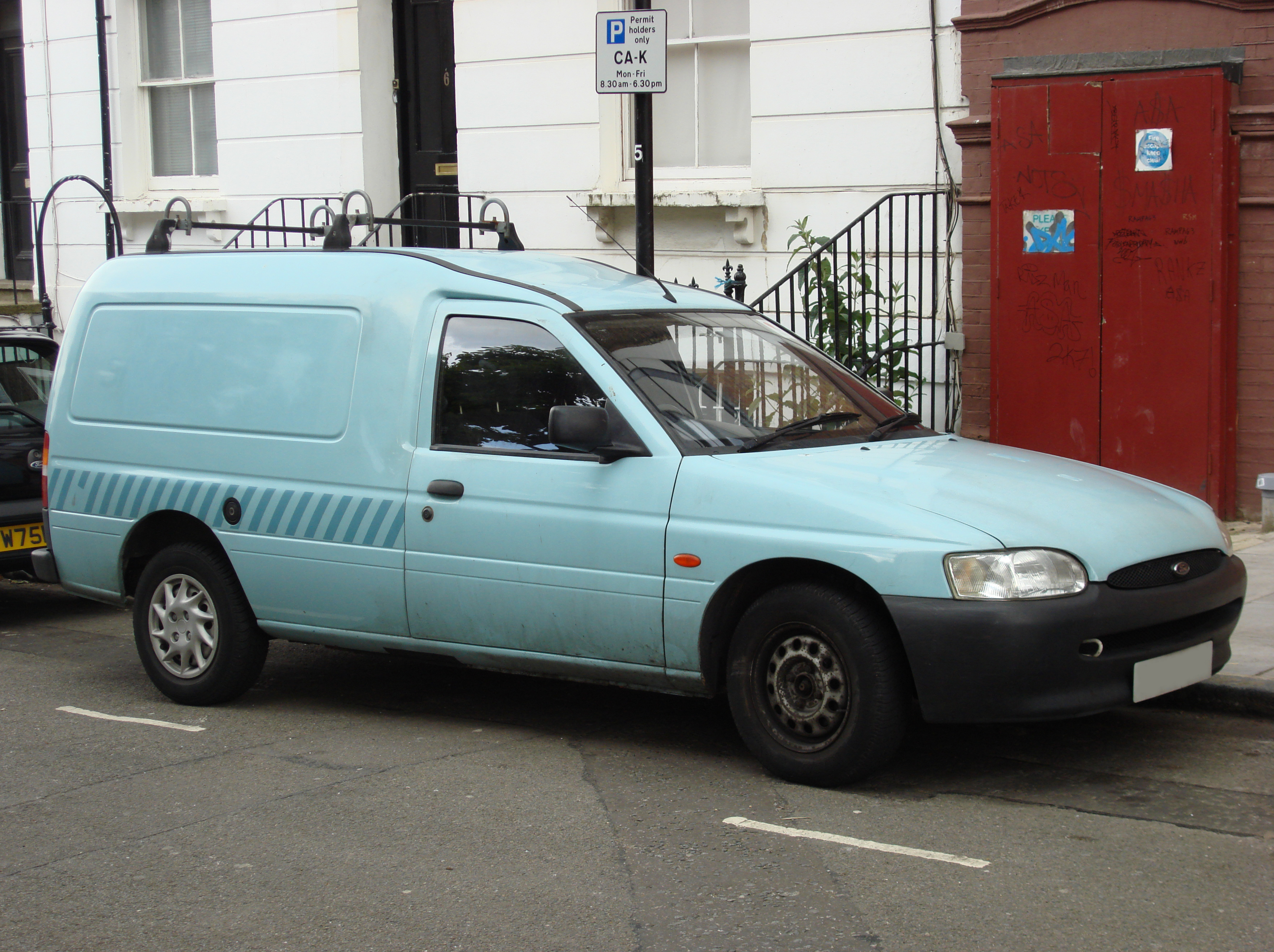
Van

### Motory
K dispozici bylo 9 zážehových motorů:[zdroj?]
- 1,3 CFi (1299 cm³) HCS 44 kW
- 1,3 CFi/H (1299 cm³) HCS 44 kW
- 1,3 EFi (1299 cm³) HCS 37/44 kW
- 1,4 CFi (1393 cm³) CVH 52 kW
- 1,4 EFi (1393 cm³) CVH 55 kW
- 1,6 G (1598 cm³) CVH 66 kW
- 1,6 EFi (1597 cm³) Zetec 66 kW
- 1,8 EFi (1796 cm³) Zetec 85/96 kW
- 2,0 EFi (1998 cm³) I4 110 kW (RS2000)

nebo 3 vznětové motory:[zdroj?]
- 1,8 D (1753 cm³) Endura D 44 kW
- 1,8 TurboD (1753 cm³) Endura D 51 kW
- 1,8 TD (1753 cm³) Endura D 66 kW (s mezichladičem)

### Sportovní verze
Od roku 1991 až do ukončení výroby roku 2000 byl prodáván model se sportovním paketem zvaný RS 2000. Ten byl postaven na základě modelu běžné karoserie Escorta, stejně jako tomu bylo i u předchozích generací. Nedošlo k žádným vyztužovacím procesům,ani k jiným úpravám, které by více konvenovaly s označením RS. Standardem u tohoto packetu byly lakované přídavné boční prahy a typický zadní spoiler, kteréžto šly ovšem za příplatek aplikovat na jakýkoliv standardní model. Výbava interiéru obsahovala sportovní sedačky značky Recaro, ztmavené odsouvací střešní okno, elektrické stahování okének a centrální zamykání. Podsvícení palubní desky bylo netypicky oranžové a detaily na volantu a řadicí páce červené. Bílou vránou v řade RS byl model 4×4, jehož výroba čítala cca 500 ks, občas je mylně spojován s modelem Cosworth, ale obsahuje mnohem konvenčnější techniku obsahující modifikovanou převodovku MTX a hrst různých dílů napříč spektrem produkce Forda. Tato transmise se objevila i v běžných modelech a byla použita i ve Fordu Mondeo Mk.I. Bohužel s odstupem času se ukázala coby velmi nestabilní, tudíž počet funkčních vozů se rapidně tenčí
, proto jsou již v dnešní době modely RS 2000 vzácné a i jako ojetiny mezi fanoušky ceněné.

#### Motor
Paket RS 2000 nabízel pouze jedinou motorizaci. Vzhledem k tomu, že automobilka Ford započala výrobu nových Zetec motorů až po roce 1992, používal se již od roku 1991 jako základ pro motory RS 2000 agregát zvaný I4, který již automobilka montovala do modelů Sierra a Scorpio. Byla však použita jiná hlava válců s 16 ventily typu DOHC, namísto původní pouze 8ventilové.

## Závodní verze
Escort byl velmi úspěšným modelem z hlediska motoristického sportu. Zejména soutěžní modely označené jako RS Cosworth se staly na dlouhou dobu téměř jakýmsi synonymem závodů rally a po dlouhé roky zde pravidelně sbíraly vavříny.

### Ford Escort RS 1700T
Ford Escort RS 1700T byl prototyp s pohonem zadních kol, navržený Fordem v roce 1980 pro rally skupinu B.
Prototypy byly založeny na Escortu Mk III a měly podélně uložený přeplňovaný čtyřválec Cosworth 1,8, který produkoval maximální výkon přes 300 koní (224 kW),. Rs1700T měl zrychlení z 0–100 za 4,2 sekundy a maximální rychlost 225 km/h.
Vzhledem k přetrvávajícím problémům přestal Ford s jeho vývojem a začal pracovat na novém modelu s pohonem všech kol, na slavném RS200.
Bylo vyrobeno jen 18 zkušebních vozů, kterých se dodnes dochovalo pouze 5.
Ford Escort RS 1700T byl ve vývoji po dobu 2 let. Escort 1700T měl být nástupcem velmi úspěšného Escortu RS1800 Mk2 a měl být zapsán do skupiny B na mistrovství světa rallye.
- Vývojový inženýr: John Wheeler

VÝROBA
- Období: 1983
- Celkový počet vyrobených kusů: 18 aut (vozidla nebyla nikdy homologována do skupiny B)

MOTOR
- Model: Ford Cosworth BDT
- Typ: 4 válec, řemenový pohon DOHC, 4VPC
- objem: 1778 cm³
- Vrtání x zdvih: 87.40 x 72.70 mm
- Max. výkon: 320 PS @ 8500 rpm
- Palivový systém: elektronické vstřikování Bosch
- Turbo: Garrett
- Materiál: hliníkový blok a hlava
- Převodovka: 5stupňová Hewland s pohonem zadních kol
- Sekundární převod: diferenciál s omezenou svorností

ZAVĚŠENÍ
- Přední a zadní vzpěry MacPherson, spodní příčná, tlumiče Bilstein
- Zadní: vzpěrami MacPherson, koncové spojení, tlumiče Bilstein

Brzdy
- Přední a zadní: větrané kotouče, 4-pístové třmeny

KOLA
- Přední a zadní 16 z lehkých slitin

PNEUMATIKY
- Přední: 230-45-16 Pirelli P7
- Zadní: 275-45-16 Pirelli P7
- Hmotnost: 890 kg
- Nejvyšší rychlost: 225 km/h
- Zrychlení 0–100 km/h: 4,2 s

### Verze RS Turbo
Byl představen v roce 1984 na pařížském autosalonu jako nástupce RS 1600i. Měl přeplňovaný zážehový Motor. V exteriéru byly použity přední a zadní spojlery, rozšířené blatníky a prahy. Kola byla opatřena sportovními disky z lehké slitiny. Na karoserii byly potisky barevných pruhů. Vůz byl homologován ve skupině sportovních cestovních vozů. Jeho účelem bylo konkurovat vozům VW Golf GTI a Opel Kadett GSi. Motor měl výkon 97 kW a rozvod OHC. Převodovka byla použita pětistupňová. Kola byla zavěšena nezávisle na vzpěrách McPherson. Pérování vinutými pružinami s teleskopickými tlumiči. Maximální rychlost 200 km/h, průměrná spotřeba 11 litrů na 100 km.

### Escort Kit Car

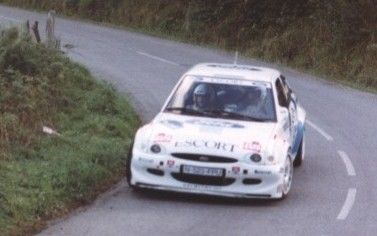
Escort Kit Car

První Kit Car značky Ford nahradil stárnoucí typ Maxi Kit. Řada komponentů byla shodná s typem RS Cosworth. K pohonu sloužil přeplňovaný dvoulitr o výkonu 280 koní a točivém momentu 255 Nm. Gwydaf Evans získal s tímto vozem britský titul. V roce 1997 byla dokončena homologace a vůz byl vzhledově od typu Cosworth odlišen jinými nárazníky a spoilery. Hmotnost vozu byla snížena na 960 kg. Také v druhé sezoně britského šampionátu bojoval Evans o titul, ale neobhájil ho.

#### Escort RS Cosworth

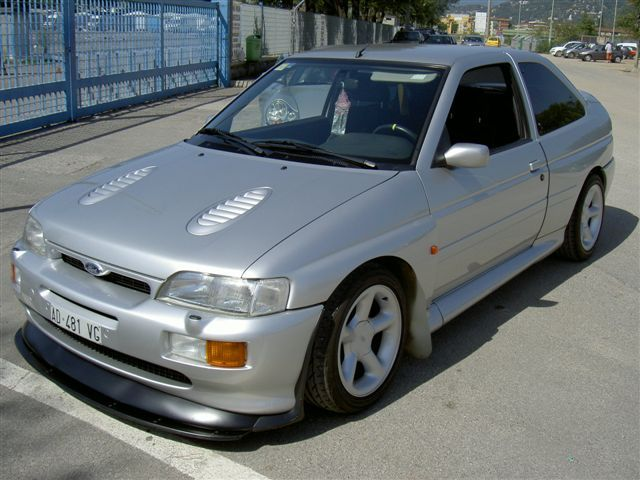
1992–1996 Ford Escort RS Cosworth

Byl připraven ve spolupráci s firmou Cosworth, se kterou Ford spolupracoval ve Formuli 1. V letech 1992 až 1996 bylo vyrobeno 7 145 vozů. Byl to nástupce modelu Ford Sierra RS Cosworth 4×4 a v podstatě přebral veškeré mechanické části.[zdroj?] Sierra byla v oblasti rallye málo úspěšná a tak se Ford rozhodl celý podvozek i agregáty Sierry vestavět do
lehčí karoserie Escortu která měla také kratší rozvor náprav.[zdroj?] Motor byl přeplňovaný turbodmychadlem Garrett a měl výkon 227 koní (167 kW). Byly rozlišovány 3 verze podle barvy hlavy válců. Červená byla pro vysokooktanový benzín, zelená pro bezolovnatý a modrá pro bezolovnatý s katalyzátorem. Jako jediný Escort měl motor uložený podélně z důvodu vestavby agregátů Sierry.[zdroj?] Montování karoserie převzala firma Karmann, která upravila karoserii pro objemnější motory a díly pohonu všech kol.[zdroj?] Charakteristickým prvkem je dvoupatrové přítlačné křídlo, rozšířené blatníky a chladicí otvory na kapotě. V interiéru jsou anatomická sedadla Recaro.

#### Technická data
- Pohotovostní hmotnost: 1275 kg
- Motor: řadový čtyřválec, 1994 cm³, DOHC, turbodmychadlo Garrett T3 nebo T25
- Výkon: 227 PS při 6250 ot/min( civilní verze)
- úprava pro rallye skupiny A až 370 PS
- Točivý moment: 305 Nm při 2750 ot/min
- Zrychlení 0–100 km/h: 5,8 s
- Nejvyšší rychlost: 232 km/h
- Spotřeba: cca 15 l/100 km

### Escort WRC

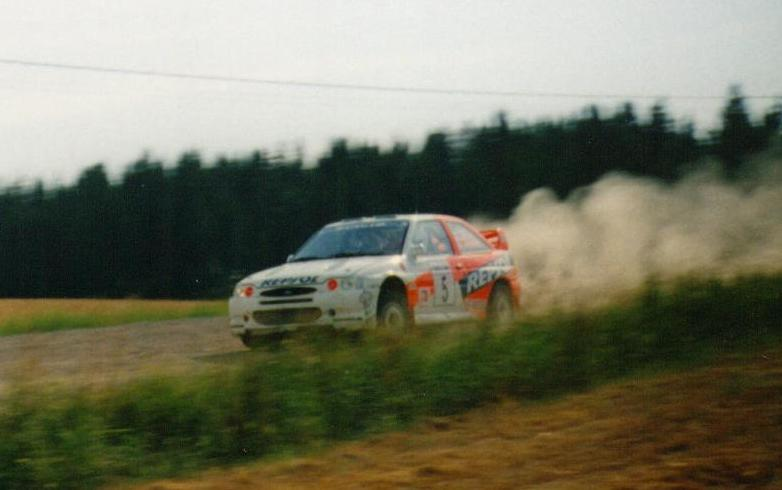
Escort WRC

Jednalo se o kompletně přestavěný model Escort RS Cosworth. Verzi WRC poháněl zážehový čtyřválec Cosworth o objemu 1993 cm³ a výkonu 300 k (dáno předpisy pro sk. WRC, reálně přes 350 k) přeplňovaný turbodmychadlem. Převodovka je šestistupňová sekvenční. Poprvé byl homologován 1. ledna 1997 a už ve stejném roce se zúčastnil Rallye Monte Carlo 1997 jako jeden z prvních vozů v nové kategorii. Většinu úprav vozu měla na svědomí firma Moutone. Vzhledově měl vůz jiný přední nárazník a menší přítlačné křídlo.
Rozměry
- Délka – 4211 mm
- Šířka – 1770 mm
- Rozvor – 2550 mm
- Rozchod předních kol – 1530 mm
- Rozchod zadních kol – 1530 mm
- Hmotnost – 1230 kg (nejnižší povolená)

## Zajímavosti
V České republice byl Ford Escort na přelomu tisíciletí několik let nejpočetněji zastoupeným zahraničním vozem.